# Plectopsebium decellei
Plectopsebium decellei är en skalbaggsart som beskrevs av Reé Michel Quentin och Jean François Villiers 1978. Plectopsebium decellei ingår i släktet Plectopsebium och familjen långhorningar. Inga underarter finns listade i Catalogue of Life.